# جاي فايرستون
جاي فايرستون هو منتج أفلام كندي، ولد في 31 أكتوبر 1956 في تورونتو في كندا.

## وصلات خارجية
- الموقع الرسمي
- جاي فايرستون على موقع IMDb (الإنجليزية)
- جاي فايرستون على موقع قاعدة بيانات الفيلم (الإنجليزية)